# 池田由貞
池田 由貞（いけだ よしさだ）は、岡山藩の家老天城池田家の嫡子。通称は主計正。

## 略歴
寛永11年（1634年）、岡山藩家老池田由成の長男として、父の領地天城で誕生。
明暦3年（1657年）江戸に下向する。万治元年（1659年）12月、藩主光政の娘六姫と結婚する。万治3年（1660年）7月、主君光政から月代を剃り衣装、刀、脇差の帯などの身なりを改めるように叱られる。8月、江戸屋敷から逐電する。正室六姫は城に引き取られる。後に天城に隠れているのが見つかり切腹する。表向きは、病のため蟄居の後に死去と公表されている。万治3年（1660年）10月2日没。享年27。

## 系譜
- 父：池田由成（1605-1676）
- 母：不詳
- 正室：六姫（1645-1680） - 池田光政の六女